# ハワード・ライリー
ハワード・ライリー（英語: Howard Riley、1943年2月16日 - 2025年2月8日）は、イギリスのピアニスト、作曲家。

## 生い立ち
1943年2月16日、イギリスのヨークシャー・ハダースフィールドに生まれる。
2025年2月8日、ケントのベックナムで死去。81歳没。

## ディスコグラフィー

### アルバム
- 『Discussions』（1968年）
- 『Angle』（1969年）
- 『The Day Will Come』（1970年）
- 『Flight』（1971年）
- 『Synopsis』（1974年）
- 『Shaped (Music for Solo Piano)』（1977年）
- 『Intertwine (Music for Two Pianos)』（1977年）
- 『The Toronto Concert』（1978年）
- 『The Other Side』（1979年）
- 『Duality』（1982年）
- 『For Four on Two Two』（1984年）
- 『In Focus』（1985年）
- 『Live at the Royal Festival Hall』（1987年）
- 『Procession』（1990年）
- 『Beyond Category』（1993年）
- 『The Heat of Moments』（1993年）
- 『The Bern Concert』（1994年）
- 『Wishing on the Moon』（1995年）
- 『Inner Minor』（1997年）
- 『Making Notes』（1998年）
- 『Short Stories』（1999年）
- 『One to One』（1999年）
- 『First Encounter』（2001年）
- 『Singleness』（2001年）
- 『Trisect』（2001年）
- 『Air Play』（2001年）
- 『Overground』（2001年）
- 『Organic』（2002年）
- 『Four in the Afternoon』（2002年）
- 『Another Part of the Story』（2003年）
- 『Duology』（2003年）
- 『Pianoforte』（2004年）
- 『At Lincoln Cathedral』（2005年）
- 『Consequences』（2005年）
- 『Four at St. Cyprians』（2006年）
- 『Short Stories (Volume Two)』（2006年）
- 『Two Is One』（2006年）
- 『The Monk & Ellington Sessions』（2009年）
- 『Three Is One』（2009年）
- 『Solo in Vilnius』（2010年）
- 『The Complete Short Stories 1998–2010』（2011年）
- 『St. Cyprians 2』（2012年）
- 『St. Cyprians 3』（2012年）
- 『Live with Repertoire』（2013年）
- 『To Be Continued』（2014年）
- 『10.11.12』（2015年）
- 『R&B』（2015年）
- 『Discussions』（2015年）
- 『Constant Change 1976–2016』（2016年）
- 『Live in the USA』（2018年）
- 『Listen to Hear』（2018年）
- 『More Listening, More Hearing』（2020年）
- 『Journal Four』（2022年）
- 『Unreleased 1974–2016』（2022年）